# Richland (Géorgie)
Pour les articles homonymes, voir Richland.
Richland est une ville du comté de Stewart en Géorgie aux États-Unis.

## Démographie
| 1890 | 1900  | 1910  | 1920  | 1930  | 1940  |
| ---- | ----- | ----- | ----- | ----- | ----- |
| 457  | 1 014 | 1 250 | 1 529 | 1 577 | 1 497 |

| 1950  | 1960  | 1970  | 1980  | 1990  | 2000  |
| ----- | ----- | ----- | ----- | ----- | ----- |
| 1 571 | 1 472 | 1 823 | 1 802 | 1 668 | 1 794 |

| 2010  | - | - | - | - | - |
| ----- | - | - | - | - | - |
| 1 473 | - | - | - | - | - |